# Луцич, Ганнибал
Ганнибал Луцич (хорв. Hanibal Lucić или Анибале Лучио итал. Annibale Lucio ок. 1485, Хвар, Венецианская республика, теперь Хорватия — 14 декабря 1553, Венеция, Италия) — хорватский поэт и драматург эпохи Ренессанса.

## Жизнеописание
Родился в хорватской дворянской семье Антуна и Гои Луцичей в Хваре, где провел большую часть своей жизни. В молодости был судьей, а затем стал адвокатом Хварского муниципалитета. Став свидетелем Хварского восстания (Hvar rebellion) в 1510 году, Луцич был вынужден бежать в Трогир и Сплит в связи с отчаянием, которое испытал перед восставшим крестьянством. Он называл восставших «бездумной толпой».
Раннее литературное наследие Луцича ассоциируется с переводами произведений Овидия на хорватский («iz latinske odiće svukavši u našu harvacku priobukal»). Его собственные произведения написаны преимущественно на южном чакавском диалекте хорватского языка. Он писал, в частности, драмы (его произведение «Robinja» (Рабыня) стало первой пьесой на светскую тематику в истории хорватской литературы) и любовную поэзию, под сильным влиянием Петрарки, но также с использованием хорватских фольклорных мотивов. Увлечение поэта женской фигурой играет важную роль, будучи сквозным элементом, в большинстве его стихов.
Луцич был склонен к самокритике, поэтому большую часть своих произведений сжёг, а те, что были спасены, позднее опубликовал его сын Антоний (Antonij).

## Переводы на русский язык
- Поэзия Югославии в переводах русских поэтов. М., Художественная литература, 1976. С. 25-26.